# 2002 VE68
2002 VE68، وتكتب أيضا 2002 VE68، هو شبيه قمر مؤقت لكوكب الزهرة. وكان هذا أول شبيه للأقمار الطبيعية يتم اكتشافه حول كوكب ضخم في النظام الشمسي.في الإطار المرجعي بالتناوب مع الزهرة، يبدو أنة يسافر حول كوكب الزهرة خلال المدة التي يستغرقها كوكب الزهرة ليكمل دورة واحدة حول الشمس ولكنة في الواقع يدور حول الشمس، وليس الزهرة 
وهذا الكويكب أيضا يعبر مدار عطارد وألأرض ويبدو أنه «رفيق» للزهرة للسنوات 7000 الماضية فقط أو نحو ذلك ومقدر أن يتم إخراجه من هذا النسق المداري خلال نحو 500 سنة من الآن.

## الأكتشاف-المدار والخصائص الفيزيائية
اكتشف الكويكب 2002 VE68 في 11 نوفمبر 2002 في مرصد لويل للبحث عن الأجرام القريبة من الأرض اعتبارا من فبراير 2013، تم رصد 2002 VE68 تلسكوبيا 457 مرة .
نصف المحور الرئيسي للكويكب (VE68 ) 0.7236100459 وحدة فلكية وهذا مشابهة جدا لمدار الزهرة ولكن الانحراف كبير إلى حد ما (0.4104) والميل المداري هو أيضا كبير (9.0060 درجة).طيف 2002 VE68 يوحي أنه كويكب نوع-اكس، وبالتالي يفترض ان مقدار البياض حوالي 0.25.

## وصلات خارجية
- 2002 VE68 data at MPC
- List of Potentially Hazardous Asteroids (PHAs)
- Image acquired during the last 2002 VE68 close approach, November 7, 2010 (Martin Mobberley's Astronomical Images web site)
- Light curve (Ondřejov NEO Photometric Program)
- 2002 VE68 Goldstone Radar Observations
- 2002 VE68 في قاعدة بيانات مختبر الدفع النفاث لأجرام النظام الشمسي الصغيرة

- الاكتشاف · مخطط المدار ·  العناصر المدارية · المعلمات المادية